# 帝国：现代曙光
《帝国：现代曙光》是基于真实历史的即时策略游戏，由Stainless Steel Studios开发，2003年10月21日发布。是地球帝国的非官方扩展版。游戏要求玩家采集资源，训练军事单位，征服敌对文明。
游戏的背景基于被稍微压缩的真实历史，“帝国”的背景从中世纪时期一直到第二次世界大战。包含七个文明：英格兰、法兰西、韩国、中国（中世纪到皇帝时代）；美国、俄罗斯、德国（一战，二战期间）。《帝国》还有用于敌对的不可选文明：日本。这些设计都为游戏赢得了好评。

## 游戏内容
作为一个即时战略游戏，《帝国》要求玩家在一个三维的世界中，指挥军队来战胜敌人。为了赢得胜利，玩家必须努力发展自身，组织军队，保持游戏平衡等。游戏中的陆地，海洋，飞行单位都有一定局限性，他们的关系正像石头、剪子、布一样，相互制约。每个独立的游戏单位代表一个士兵或者一台装甲机器，他们的移动速度，影响范围等依赖于文明的种类。一个游戏单位可以执行：侦查，防御，主动侵略等。
游戏中的资源：食物，木材，金矿，石材。都是用来修造建筑和训练单位的原材料。他们由“市民”单位采集，并聚集到“市镇中心”.
《帝国》的多人联网游戏部分是一个基于GameSpy的开放平台，安装有《帝国》的玩家都可以加入进去。一场联网对战通常由二至八名玩家参加，玩家可以是真实的人，也可以是人工智能所扮演的虚拟玩家。玩家可以选择快速战斗模式或帝国建设模式。网络战役中的文明和地图模式和个人单机版是通用的。单场比赛的地图是系统随机生成的，但地图的基本类型是玩家选定的。玩家也可以制定地图的尺寸，单位的数量上限。
游戏中时代的更新都需要大量的资源，根据时代的不同和游戏模式不同而有所区别。当时代升级后，会带来许多相关的升级，这些升级将增强游戏单位的各种能力。升级完成后，旧的游戏单位就不能在生产。

## 开发
《帝国》开发于2002至2003年，开发者Stainless Steel Studios现在已经解散。游戏使用修改增强过的“泰坦引擎”（Titan），也就是该小组前作《地球帝国》所使用的引擎。当GameSpot进行关于开发情况的访问时，Rick Goodman说“我认为，开发者应该用更多的时间去了解玩家...我们需要更好的理解这个问题'玩家想要什么'”。利用了玩家的调查结果，开发者更注重于游戏的可玩性，平衡性和革新。2003年在E3大展上Stainless Steel着重突出游戏的文明设计。
《帝国》的文明基于一个“文明关系树”，是一个记载了《帝国》中所有所有文明的图表。Jon Alenson，游戏的首席设计师在一次访问中说“文明树就像一条蛇，最大最肥的部分代表最强的文明”。为了适应游戏需要，开发者修改了许多前作中的科技。

## 反应
| Publication         | Score         |
| ------------------- | ------------- |
| IGN                 | 8.8（10分制） |
| GameSpy             | 4（5分制）    |
| Gamespot            | 8.5（10分制） |
| PC Gamer            | 80%           |
| The Armchair Empire | 8.5（10分制） |

《帝国：现代曙光》获得了不少好评，Game Informer给他8.25分（10分制），称他为“definitely worth your time if you dig the genre...”；IGN给他8.8分（10分制），认为他是“一个伟大的策略游戏”，并说“Stainless Steel deserves to be proud of their second effort...”；GameSpy把它说成是“一个优秀的即时战略游戏”
PC游戏世界（一个关于游戏的网站），说这款游戏的音效“和游戏很般配，核武器爆炸，炸弹炸响，武器开火，士兵以剑相击..都非常出色”。Worthplaying（另一个关于游戏的网站）赞扬这款游戏的图像说：“关于这款游戏，你必须首先注意到他的图像，像一块宝石，充满了梦幻色彩”。但“游戏地带” 只对其中部分元素做了评价“森林，草地，水都非常漂亮，这些都是游戏的亮点。
《帝国》也得到不少批评。GameSpot说游戏缺乏“游戏指引”，游戏手册上没有关于游戏的一些基本操作指引。“游戏地带”也有类似的评价，“由于游戏没有教程，即时战略的新手在游戏时可能感到茫然不知所措。”一本杂志上说，这个游戏的寻路算法经常引起游戏单位聚集到一起，造成很混乱的局面，有时候甚至选择很危险的路径。Computer Gaming World指责说，游戏的战役过于注重讲故事，而忽视了游戏的娱乐性。
有不少评论说《帝国》的设计缺乏创新《帝国》的设计者说“'帝国'这个作品的完成已经很不可思议...如果不考虑前作'地球帝国'”。许多玩家也发现《帝国》的游戏内容比前作少很多，游戏主要集中了一些特定的时间一些评论甚至说它是《国家的崛起》的缩减版他们比较《国家的崛起》，说《帝国》的时代升级有时候很匆忙，敌人都驾驶坦克兵临城下的时候，才开始升级。有时候己方有攻击优势，根本不需要升级。关于文明的选择，相比《国家的崛起》有丰富的文明选择（18个），《帝国》的几个文明都显得比较单薄。